# 770-е годы до н. э.
770-е (семьсо́т семидеся́тые) го́ды до на́шей э́ры по пролептическому юлианскому календарю — промежуток времени с 1 января 779 года до н. э. по 31 декабря 770 года до н. э., включающий с 779 по 771 годы 3-го десятилетия  и 770 год 4-го десятилетия VIII века 1-го тысячелетия до н. э. Им предшествовали 780-е годы до н. э., за ними следовали 760-е годы до н. э. Они закончились 2795 лет назад.

## События и тенденции
- 778 г. до н. Э. — Агаместор, король Афин, умер после 17 лет правления и сменил его сына Эсхила.
- 777 год до н. э. — Смерть Парвы или Парвавана (877—777 гг. До н. э.) — двадцать третий тиртханкара джайнизма.
- 776 г. до н. Э. — 394 г. эры древнегреческих Олимпийских игр .
- 776 год до н. э. — первые Олимпийские игры, согласно Диодору Сикулусу (I в. До н . Э.).
- 774 год до н. э. — конец царствования царя Пигмалиона Тира .
- 773 год до н. э. — смерть Шошенка III, короля Египта .
- 773 год до н. э. — Ашур-Дан III преемствует своему брату Шальманереру IV как царю Ассирии .
- 771 г. до н. э. — Весенний и осенний период истории Китая начинается с упадка династии Чжоу, когда Хаоцзин уволен кочевниками Цюаньжун , Король Ю-ван убит, а его преемник Король Пинг вынужден перенести столицу в Чэнчжоу . Конец династии Западный Чжоу. Начало династии Восточный Чжоу.
- 771 год до н. э. — традиционное рождение Ромула и Рема , Ромул как традиционный основатель Рима .
- 770 г. до н. э. — начало династии Восточных Чжоу в Китае, когда король Пин Чжоу стал первым королём Чжоу, который правил из новой столицы Чэнчжоу (позже Лоян).